# Emilia Janeczko
Emilia Maria Janeczko – doktor habilitowany nauk leśnych, nauczyciel akademicki
Szkoły Głównej Gospodarstwa Wiejskiego w Warszawie i Wyższej Szkoły Ekologii i Zarządzania w Warszawie, specjalistka w zakresie użytkowania lasu, rekreacyjnego zagospodarowania lasu i architektury krajobrazu.

## Życiorys
W 2002 na podstawie napisanej pod kierunkiem Kazimierza Pieńkosa rozprawy pt. Środowiskowe i społeczne uwarunkowania funkcji rekreacyjnej lasów Mazowieckiego Parku Krajobrazowego (MPK) otrzymała na Wydziale Leśnym Szkoły Głównej Gospodarstwa  Wiejskiego w Warszawie stopień naukowy doktora nauk leśnych w dyscyplinie leśnictwo specjalność leśnictwo. Tam też w 2012 na podstawie dorobku naukowego oraz rozprawy pt. Waloryzacja krajobrazu leśnego wzdłuż szlaków komunikacyjnych uzyskała stopień doktora habilitowanego nauk leśnych dyscyplina leśnictwo specjalność inżynieria leśna i użytkowanie lasu. Została adiunktem w Katedrze Użytkowania Lasu SGGW oraz docentem w Wydziale Architektury Wyższej Szkoły Ekologii i Zarządzania w Warszawie.